# Servant Girl Annihilator
Servant Girl Annihilator – pseudonim nadany seryjnemu mordercy, który działał w Austin w Teksasie. Sprawa zabójstw została przez mediów nazwana jako Morderstwa Służących. Sprawcy (lub sprawców) morderstw nie odnaleziono.

## Zabójstwa
Od 1884 do 1885 roku w Austin doszło do serii morderstw kobiet. Morderca zawsze działał w nocy. Zazwyczaj atakowane kobiety najpierw ogłuszał, po czym nieprzytomne mordował. Kilka razy morderca brutalniej traktował swoje ofiary. Ostatnimi ofiarami były prawdopodobnie Eula Phillips i Susan Hancock, które zginęły 24 grudnia 1885 roku.
Sprawę na szeroką skalę komentowała ówczesna prasa. 26 grudnia 1885 roku New York Times podał, że aresztowano ponad 40 osób podejrzanych o dokonanie serii zabójstw. O morderstwo Euli Phillips oskarżono jej męża, Jamesa, którego później uniewinniono z przedstawionego zarzutu. Po wyznaczeniu nagrody przez policję nie dochodziło do kolejnych zbrodni. Według Texas Monthly wszystkie morderstwa są ze sobą powiązane.

## Lista ofiar
| Lp. | Ofiara            | Data morderstwa  |
| --- | ----------------- | ---------------- |
| 1.  | Mollie Smith      | 30 grudnia 1884  |
| 2.  | Eliza Shelly      | 6 maja 1885      |
| 3.  | Irene Cross       | 22 maja 1885     |
| 4.  | Mary Ramey        | 30 sierpnia 1885 |
| 5.  | Gracie Vance      | 28 września 1885 |
| 6.  | Orange Washington | 28 września 1885 |
| 7.  | Susan Hancock     | 24 grudnia 1885  |
| 8.  | Eula Phillips     | 24 grudnia 1885  |

- Źródło:[1].